# Каплан, Семён Соломонович
Семён Соломо́нович (Шлёмович) Капла́н (25 декабря 1911 [7 января 1912], Санкт-Петербург — 21 января 1983, Ленинград) — советский артист балета, балетмейстер, педагог. Заслуженный артист РСФСР (1947), лауреат Сталинской премии второй степени (1949).

## Биография
Семён Каплан родился в семье известного в петербургской театральной среде портного Шлёмы Зельмовича Каплана. Среди его клиентов был Фёдор Шаляпин, по совету которого отец и решил отдать сына в балетную школу.

В 1921 году Семён Каплан был принят и в 1930 окончил Ленинградский хореографический техникум. В младших и средних классах учился у А. Петрова и Л. Леонтьева, в четырёх старших классах его преподавателем был Владимир Пономарёв, с которым впоследствии их связывали долгих 16 лет творческой деятельности. В том же 1930 году был принят в Ленинградский театр оперы и балета. В одном выпуске с Капланом училище окончил Константин Сергеев, а годом раньше Вахтанг Чабукиани. Все трое в недалёком будущем стали премьерами ленинградской балетной сцены. 
Работу начал с «четвёрок» — Феникс в «Красном маке», Спортсмен в «Золотом веке», Кавалер в «Раймонде», но, благодаря высокому прыжку с «зависанием», импозантной внешности, физической силе и выносливости (его поддержки особенно ценили партнёрши), быстро выдвинулся как исполнитель сольных партий классического и современного репертуара. Выступал партнёром ведущих балерин, в том числе Елены Люком, Наталии Дудинской, Галины Улановой, Марины Семёновой, Татьяны Вечесловой, Аллы Шелест, Аллы Осипенко, Нинели Кургапкиной, Инны Зубковской, Ольги Моисеевой, Феи Балабиной, Нинели Петровой, Елены Чикваидзе, Ольги Иордан, Нонны Ястребовой, Галины Кирилловой. Работал с балетмейстерами В. Чабукиани, К. Сергеевым, Л. Лавровским, Василием Вайноненом, Фёдором Лопуховым, Ростиславом Захаровым. В 1940 году написал либретто к балету В. Соловьёва-Седого «Тарас Бульба» (вторая редакция в 1955).
В 1940 году награждён орденом «Знак Почёта».
Во время Великой Отечественной войны с августа 1941 по июль 1944 года в составе коллектива Кировского театра был эвакуирован в Молотов (ныне Пермь). Исполнял ведущие партии в балетах «Лебединое озеро», «Дон Кихот», «Спящая красавица», «Гаянэ», «Тщетная предосторожность» и многих других.
В 1947 году получил звание Заслуженного артиста РСФСР.
В 1949 году Семён Каплан был удостоен Сталинской премии второй степени за исполнение партии Абдерахмана в балете «Раймонда» вместе с К. Сергеевым (Жан де Бриен), Н. Дудинской (Раймонда), Н. Анисимовой (испанские танцы) и С. Вирсаладзе (оформление).
 
Выступления на сцене закончил в 1958 году исполнением партии Зигфрида в «Лебедином озере».
Ведущий солист балетной труппы, Каплан в совершенстве владел сложнейшей техникой танца. Исполнительское мастерство артиста отличалось динамикой, легкостью и высотой прыжка, четкостью движений, сценическим обаянием.
Преподавательскую деятельность Семён Каплан начал ещё в 1936 году в Ленинградском хореографическом училище и продолжал её с перерывами до 1982 года. Вёл средние и старшие классы, а также уроки дуэтного танца. В числе самых известных его воспитанников Олег Соколов, Сергей Викулов, Валерий Панов. Через его класс прошли и представители других стран — Вьетнама, Кубы, ГДР, Финляндии, Болгарии.
В конце 1940-х подготовил рукопись о методике обучения классическому танцу В. И. Пономарёва («Сорок лет творчества в балетном театре Заслуженного артиста РСФСР В. И. Пономарёва»). Рукопись не была своевременно опубликована, но практически полностью вошла в монографию, изданную в 2004 году.
С 1959 по 1964 год — репетитор балета Ленинградского Малого театра оперы и балета, с 1964 по 1978 — Театра оперы и балета им. С. М. Кирова. В 1975 возобновил в Кировском театре «Ромео и Джульетту» Сергея Прокофьева в постановке Леонида Лавровского.
Семён Соломонович Каплан скончался от болезни сердца 21 января 1983 года на своей даче в посёлке Комарово под Ленинградом. Похоронен в Ленинграде на Киновеевском кладбище.

## Семья
Жена — Тамара Евгеньевна Смирнова (1910—1997), солистка оперы Кировского театра (меццо-сопрано). Ученица Н. К. Печковского. Роли: Амнерис («Аида»), Солоха («Ночь перед Рождеством»), Марина Мнишек («Борис Годунов»), Марфа («Хованщина»). Дочь — Наталия Семёновна Гамба (Каплан), выпускница филологического факультета ЛГУ. Сестра — Базилия Каплан, работала инспектором балета Малого театра оперы и балета.

## Партии (1930—1959)
За 29 лет на сцене Кировского театра в послужном списке Семёна Каплана числилось около 30 спектаклей, не считая многочисленных выступлений с концертными номерами:
- Феникс, Ма Личен — «Красный мак» Р. Глиэра, хореография Л. Лащилина и В. Тихомирова
- Спортсмен — «Золотой век» Д. Шостаковича, хореография Ф. Лопухова
- Юноша — «Шопениана» М. Фокина, хореография М. Фокина в редакции А. Я. Вагановой
- Вацлав — «Бахчисарайский фонтан» Б. Асафьева, хореография Р. Захарова
- Джарджи — «Сердце гор» А. Баланчивадзе, хореография В. Чабукиани
- Премьер — «Утраченные иллюзии» (по роману О. Бальзака) Б. Асафьева, хореография Р. Захарова
- Ромео — «Ромео и Джульетта» С. Прокофьева, хореография Л. Лавровского
- Сандро — «Родные поля» Н. Червинского, хореография А. Андреева и Н. Стуколкиной
- Добрый молодец — «Весенняя сказка» Б. Асафьева, хореография Ф. Лопухова
- Филипп, Жером — «Пламя Парижа» Б. Асафьева, хореография В. Вайнонена
- Петер (Пьетро) — «Милица» Б. Асафьева, хореография В. Вайнонена
- Андрей — «Татьяна» А. Крейна, хореография В. П. Бурмейстера
- Солор — «Баядерка» Л. Минкуса, хореография М. Петипа (в редакции В. Пономарёва, К. Сергеева и В. Чабукиани)
- Принц Зигфрид — «Лебединое озеро», хореография М. Петипа и Л. Иванова, редакция А. Я. Вагановой (1933) и К. М. Сергеева (1934)
- Па-де-труа из балета «Лебединое озеро», хореография М. Петипа
- Андрий — «Тарас Бульба» В. Соловьёва-Седого, хореография Ф. Лопухова
- Базиль — «Дон Кихот» Л. Минкуса, хореография М. Петипа в редакции А. Горского и мастеров советского балета
- Принц Дезире — «Спящая красавица» П. Чайковского, хореография М. Петипа в редакции К. М. Сергеева
- Голубая птица — «Спящая красавица» П. Чайковского, хореография М. Петипа в редакции К. М. Сергеева
- Армен — «Гаянэ» А. Хачатуряна, хореография И. А. Анисимовой. В 1952 году сцены из балета вошли в фильм «Концерт мастеров искусств» (фильм-спектакль), режиссёры Александр Ивановский и Герберт Раппапорт
- Щелкунчик — «Щелкунчик» П. Чайковского, хореография М. Петипа и Л. Иванова в редакции В. Вайнонена
- Колен — «Тщетная предосторожность» Ж. Доберваля, хореография Ж. Доберваля, постановка В. И. Пономарёва
- Коломан — «Раймонда» А. Глазунова, хореография М. Петипа в редакции В. Вайнонена
- Абдерахман — «Раймонда» А. Глазунова, хореография М. Петипа в редакции К. М. Сергеева
- Актеон — «Эсмеральда» Ц. Пуни, хореография А. Я. Вагановой
- Гений вод — «Конёк-Горбунок» Ц. Пуни, хореография М. Петипа и А. Горского
- Зимняя птица — «Ледяная дева» Э. Грига, хореография Ф. Лопухова
- Раб — «Корсар» Ж. Перро А. Адана, хореография М. Петипа в редакции Н. Чекрыгина, В. Чабукиани и Н. Зубковского
- Классический дуэт — «Жизель» А. Адана, хореография Ж. Перро и М. Петипа